# Wilcze (województwo wielkopolskie)
Wilcze (daw. Wilcza, do 1945 r. niem. Wilze) – wieś w Polsce położona w województwie wielkopolskim, w powiecie wolsztyńskim, w gminie Wolsztyn, nad jeziorami Wilcze oraz Wuszno.

## Historia
Nazwa wsi pochodzi od nazwy jeziora Wilcze. W jednym z historycznych, archiwalnych dokumentów z 1579 zapisano lokację od jeziora Wilczim, od jeziora Wilcza Tereny, na których leżała miejscowość pierwotnie związane były z Wielkopolską. Jezioro odnotowywane było już w średniowieczu, co najmniej od XIV wieku. Nazwa po raz pierwszy odnotowana w dokumencie zapisanym po łacinie z 1311 jako Vilzche, 1521 Wylcz, 1527 Wilcza, 1527 Wylcze.
Pierwsza wzmianka dotyczy jeziora Wilcze. W 1311 komesi Ninosz oraz Dobiesław, synowie. komesa Zbyluta Ninoszewica, nadali kościołowi klasztornemu NMP w Obrze jaz, znajdujący się pomiędzy jeziorami Orchowo i Wilcze, którego nazwę zapisano po łacinie jako Vilzche. Leżało one w powiecie kościańskim Korony Królestwa Polskiego. W 1521 opisano granice pomiędzy wsią Jaromierz a wsiami opactwa cystersów w Obrze biegła od kopca narożnego dzielącego Jaromierz, Nieborzę i Wojciechowo, przekraczała Obrę i dalej biegła strugą Olszyny, dochodziła do miejsca zwanego Wilcze, po czym biegła dalej do stojącego w miejscu Mały Ostrów kopca narożnego zwanego Jasiowy, który dzielił miejscowości Jaromierz, Obrę i Kiebłowo.
Po rozbiorach Polski miejscowość wraz z całą Wielkopolską znalazła się w zaborze pruskim. W okresie Wielkiego Księstwa Poznańskiego (1815-1848) miejscowość wzmiankowana jako Wilcze należała do wsi większych w ówczesnym powiecie babimojskim rejencji poznańskiej. Wilcze należały do babimojskiego okręgu policyjnego tego powiatu i stanowiły część majątku Obra, którego właścicielem był Dziembowski. Według spisu urzędowego z 1837 roku Wilcze liczyły 118 mieszkańców, którzy zamieszkiwali 19 dymów (domostw).
Od 5 stycznia do 10 sierpnia 1919 r. wieś przynależała do tzw. Republiki Świętnieńskiej, uznawanej przez społeczność międzynarodową.
W latach 1975–1998 miejscowość należała administracyjnie do województwa zielonogórskiego.